# 阿克斯特巴赫河
51°57′20″N 8°2′11″E / 51.95556°N 8.03639°E

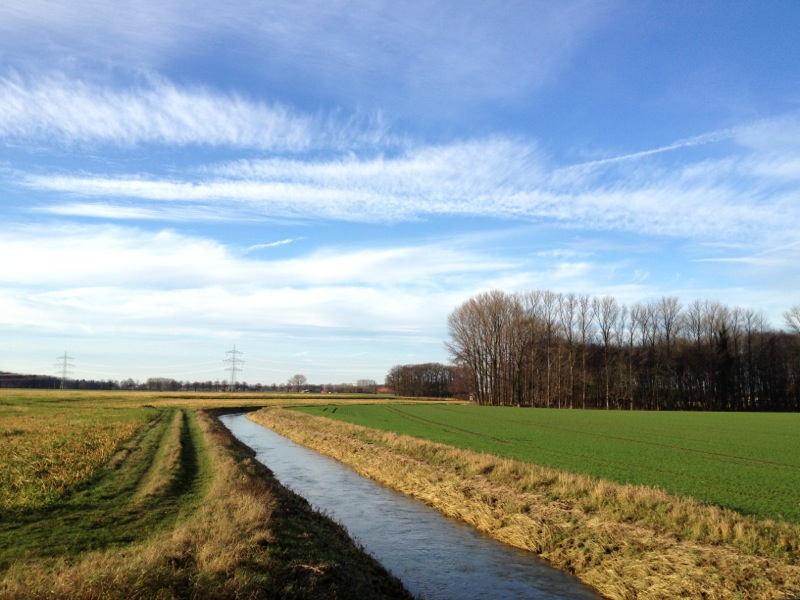

阿克斯特巴赫河（德語：Axtbach），是德國的河流，位於該國西部，處於北萊茵-威斯特法倫州，屬於埃姆斯河的左支流，河道全長34公里，流域面積240平方公里，河口處在瓦倫多夫。